# Sina-Valeska Jung
Sina-Valeska Jung (* 17. Juni 1979 in Bad Nauheim) ist eine deutsche Schauspielerin.

## Leben
Bevor Jung zur Schauspielerei kam, studierte sie Rechtswissenschaften in Frankfurt am Main, brach ihr Studium jedoch zugunsten der Schauspielerei kurz vor dem 1. Staatsexamen ab.
Jung gehörte bis Januar 2006 dem Ensemble des kurzlebigen RTL-Samstag-Nacht-Spinoffs RTL Comedy Nacht an. Von Juli 2006 bis Mai 2009 spielte sie in der ARD-Seifenoper Verbotene Liebe die Rolle der Sarah Hofmann bzw. Sarah von Lahnstein. Im Anschluss spielte sie am Frankfurter Volkstheater in dem Stück Der fröhliche Weinberg die Rolle des Klärchens sowie in weiteren Fernsehrollen u. a. in Countdown – Die Jagd beginnt, SOKO Köln und Sekretärinnen – Überleben von 9 bis 5.
Ab 2006 war sie mit Evil Jared Hasselhoff liiert, dem Bassisten der Musikgruppe Bloodhound Gang, den sie bei Dreharbeiten für die RTL Comedy Nacht kennenlernte. Mitte 2010 wurde ihr gemeinsames Kind geboren. Nach einer kurzen Trennung im Sommer 2012 lebten sie mit ihrer Tochter ab Ende 2012 wieder gemeinsam in Berlin. Die Folgejahre verbrachten sie abwechselnd in Berlin und Jareds Heimat Pennsylvania. Die Trennung 2018 gab sie im Dezember 2021 bekannt.

## Filmografie (Auswahl)
- 2005: RTL Comedy Nacht
- 2006–2009: Verbotene Liebe (Fernsehserie)
- 2009: Pack schlägt sich (Kurzfilm)
- 2010: Countdown – Die Jagd beginnt (Fernsehserie, Episode 1x5 Lili)
- 2010: SOKO Köln (Fernsehserie, Episode 6x24 Am seidenen Faden)
- 2013, 2020: Sekretärinnen – Überleben von 9 bis 5 (Fernsehserie, 2 Episoden)
- 2015: Notruf Hafenkante (Fernsehserie, Episode 9x27 Verfluchte Liebe)
- 2016: Der Lehrer (Fernsehserie, 2 Episoden)
- 2016: Dating Alarm (Fernsehfilm)
- 2017: Inga Lindström – Tanz mit mir (Fernsehreihe)
- 2019–2020: Familie Dr. Kleist (Fernsehserie, 2 Episoden)
- 2021: Letzte Spur Berlin (Fernsehserie, Episode 10x07 Kleine Blume)
- 2021–2022: Alles was zählt (Fernsehserie, 54 Episoden, Hauptrolle)
- 2023: In aller Freundschaft – Die jungen Ärzte (Fernsehserie, Episode Wahrheit tut weh)
- seit 2024: Die Spreewaldklinik (Fernsehserie)

## Theater (Auswahl)
- 2018: Störtebeker Festspiele: Hauptrolle der „Selma“